# Der Sturz in die Flammen
Der Sturz in die Flammen ist ein stummes deutsches Sensations- und Zirkusdrama von William Karfiol aus dem Jahr 1920. Das Drehbuch verfasste Karfiol zusammen mit Ruth Goetz. Die Hauptrolle spielte Maria Zelenka; ihre Partner waren Erich Kaiser-Titz in einer Doppelrolle, Eduard von Winterstein als Dr. Robotam, und Ida Perry.
Der Film entstand als einziger der insgesamt 96 Filme der Karfiol-Filmgesellschaft in den Jofa-Ateliers in Berlin-Johannisthal.
Er wurde von Heinrich Gärtner photographiert. Die Atelierbauten errichtete August Rinaldi.
Zur Zensurierung nach dem neuen Lichtspielgesetz lag er am 15. Oktober 1920 vor.
Von der Berliner Prüfstelle der Reichsfilmzensur erhielt er unter der Nummer B.00488 die Zulassung.
Die Uraufführung fand in Deutschland am 13. Dezember 1920 statt.
Mila Ganeva führt in ihrer Ruth Goetz-Filmographie Der Sturz in die Flammen unter Non-Extant Film Titles an.